# Ex (latina)
Latinská předložka a předpona ex se v odborném i jiném textu často objevuje v mnoha různých pojmech a cizojazyčných souslovích. Její faktický význam pak záleží na připojeném latinském slově či sousloví, dále též na celkovém kontextu příslušného sdělení.
Předpona ex bývá někdy[kdy?] zkrácena na e.

## Předpona
Latinská předpona ex pak obměňuje význam základu slova ve smyslu:
- ze
- z
- ven
- vzhůru
- zevnitř
- bývalý (bývalá, bývalé)
- podle, na základě

## Vybrané příklady použití
- ex abrupto – bez přípravy, spatra (improvizovaný proslov),
- ex aequo – stejně, rovným dílem, stejnou měrou,
- ex ante – očekávaný děj, zamýšlený stav (antonymum je ex post),
- ex cathedra – mluvit vážně s plnou odpovědností, s plnou vahou a autoritou osobnosti (pochází z ex cathedra Petri – ze stolce papežova – tedy mluvit neomylně),
- ex definitione – podle definice, vyplývající z definic,
- ex lege – ze zákona, podle zákona,
- ex lex – stav osoby, jež stojí mimo zákon – není pod ochranou zákona,
- ex libris – značka vlastníka knihy původně umísťovaná na přídeští,
- ex nunc – od nynějška, v právu okamžitá (ne)platnost, směřující do budoucna a ne zpět do minulosti,
- ex offo nebo ex officio – z moci úřední, z povinnosti (nejčastěji obhájce v trestním řízení),
- ex post – dodatečně, pozdě, opožděně, po ukončení jednání (antonymum je ex ante),
- ex praesidio – z předsednictva, od předsedy, z místa předsedajícího,
- ex privata industria – z vlastní píle, ze soukromé iniciativy,
- ex professo – z povolání, z profese, z odborné povinnosti,
- ex promptu – rychle, bez předběžné přípravy,
- ex quay – doložka mezinárodních obchodních smluv stanovující odpovědnost dodavatele za riziko a náklady až do místa dodání (obvykle do přístavu či na cílové letiště apod.),
- ex tempore – v čase potřeby, příležitostně, dle potřeb,
- ex tunc – od samého počátku, v právu (ne)platnost od určitého okamžiku v minulosti,
- ex usu – podle zvyku, ze zvyku,
- ex voto – podle slibu, na podkladě veřejného příslibu,
- ex works – doložka mezinárodních obchodních smluv stanovující povinnost předání zboží na smluveném místě (obvykle v sídle firmy odběratele).